# Euforia (álbum)
Euforia es el primer disco grabado en vivo por el músico Fito Páez. Data del año 1996. Al contrario de todos los músicos argentinos que hasta allí habían grabado sus trabajos acústicos para la cadena MTV, Fito Páez lo realizó en forma independiente en los estudios de televisión argentina Telefe.
Cuenta con canciones que fueron éxitos del autor y tres temas inéditos («Dar es dar», «Cadáver exquisito» y «Tus regalos deberían de llegar») adaptados todos a un estilo único.

## Lista de canciones
Todas las canciones escritas y compuestas por Fito Páez. 
| Euforia |                                  |          |  |
| N.º     | Título                           | Duración |  |
| 1.      | «Y Dale Alegría a Mi Corazón»    | 1:39     |  |
| 2.      | «Cadáver Exquisito»              | 5:37     |  |
| 3.      | «11 y 6»                         | 4:26     |  |
| 4.      | «El Chico de la Tapa»            | 4:18     |  |
| 5.      | «Mariposa tecknicolor»           | 4:21     |  |
| 6.      | «Circo Beat»                     | 5:18     |  |
| 7.      | «Tus Regalos Deberían de Llegar» | 5:39     |  |
| 8.      | «Por Siete Vidas (Cacería)»      | 5:11     |  |
| 9.      | «Tumbas de la Gloria»            | 4:30     |  |
| 10.     | «Parte del Aire»                 | 5:02     |  |
| 11.     | «Dar Es Dar»                     | 3:08     |  |
| 12.     | «Tres Agujas»                    | 5:29     |  |
| 13.     | «A Rodar Mi Vida»                | 4:44     |  |
| 14.     | «Un Vestido y un Amor»           | 4:50     |  |
| 15.     | «Ciudad de Pobres Corazones»     | 6:32     |  |
| 16.     | «Del 63»                         | 3:18     |  |

### Músicos

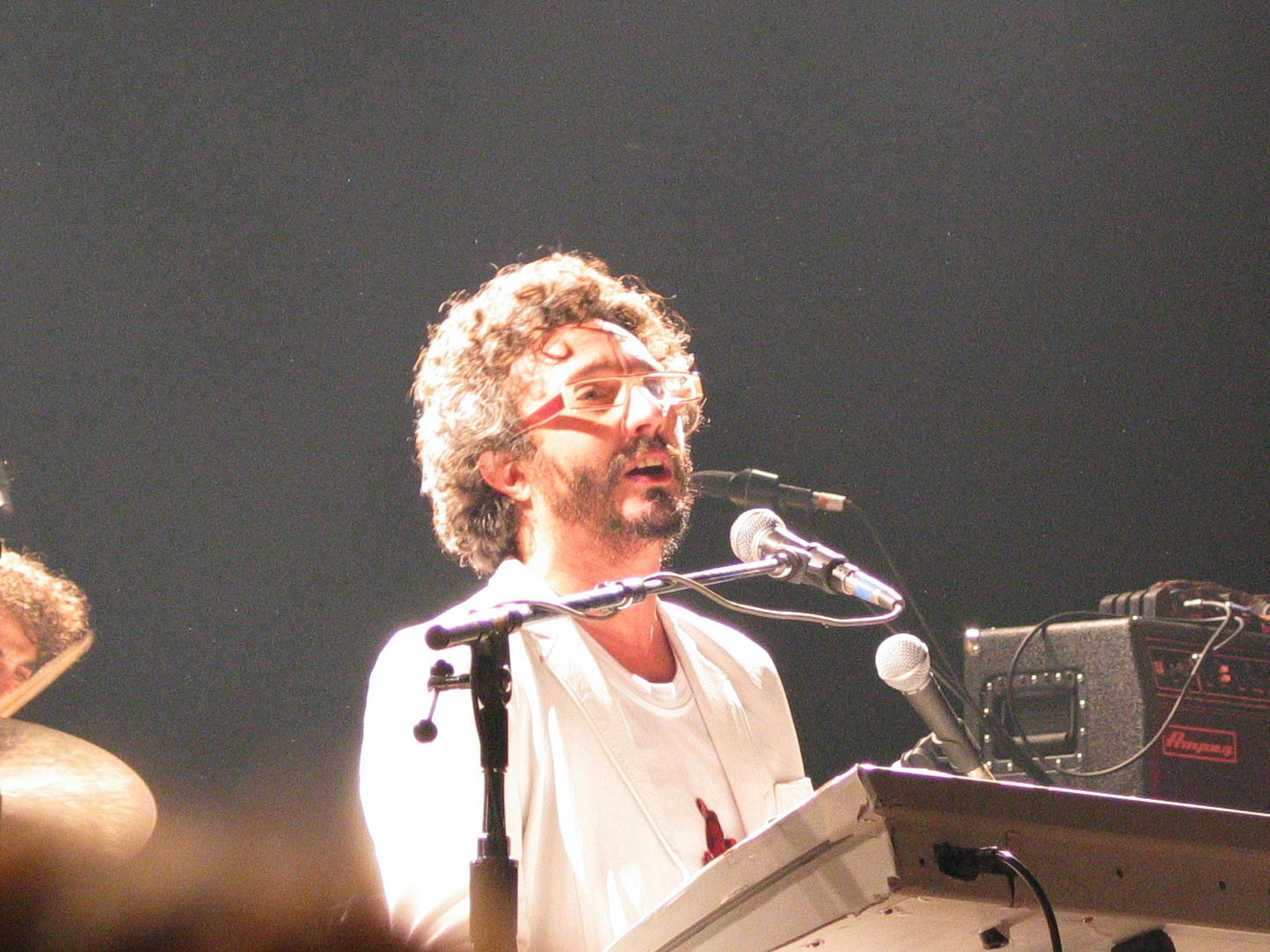
Fito Páez, autor del álbum.

- Fito Páez: piano, percusión y voz.
- Gabriel Carámbula: guitarras, armónica y voz.
- Guillermo Vadalá: bajos
- Pomo Lorenzo: batería.
- Laura Vázquez: órgano, percusión, piano y voz.
- Alina Gandini: piano eléctrico, percusión y voz.
- Nicolás Cota: percusión, clavinet y voz.
- Gringui Herrera: guitarras, percusión y voz.

### Músicos invitados
- Osvaldo Fattoruso: batería en «Tres Agujas».
- Mono Fontana: piano en «Tres Agujas».

Arreglos y dirección de orquesta y brasses: Carlos Villavicencio.